# Кулунигый
Кулунигый (устар. Кулун-Игый) — река в Ханты-Мансийском АО. Устье реки находится в 187 км по левому берегу реки Большой Юган. Длина реки составляет 34 км.

## Данные водного реестра
По данным государственного водного реестра России относится к Верхнеобскому бассейновому округу, водохозяйственный участок реки — Обь от города Нефтеюганск до впадения реки Иртыш, речной подбассейн реки — Обь ниже Ваха до впадения Иртыша. Речной бассейн реки — (Верхняя) Обь до впадения Иртыша.
Код объекта в государственном водном реестре — 13011100212115200048397.

### Притоки (км от устья)
- 16 км: река Куйми (лв)
- Ай-Куйми (лв)
- 32 км: река Унтыгигыйсап (лв)